# Aegyptopithecus zeuxis
Aegyptopithecus zeuxis („opice z Egypta“) je zástupce vyšších primátů z období oligocénu. Někdy bývá kvůli minimálním rozdílům slučován s rodem Propliopthecus. Objevil jej profesor Elwyn L. Simons v roce 1965 mezi pahorkatinou Jebel Qatrani a jezerem Qarun v egyptské provincii Fajjúm společně s několika dalšími soudobými primáty. Dosud získané ostatky zahrnují lebky i části postkraniální kostry.

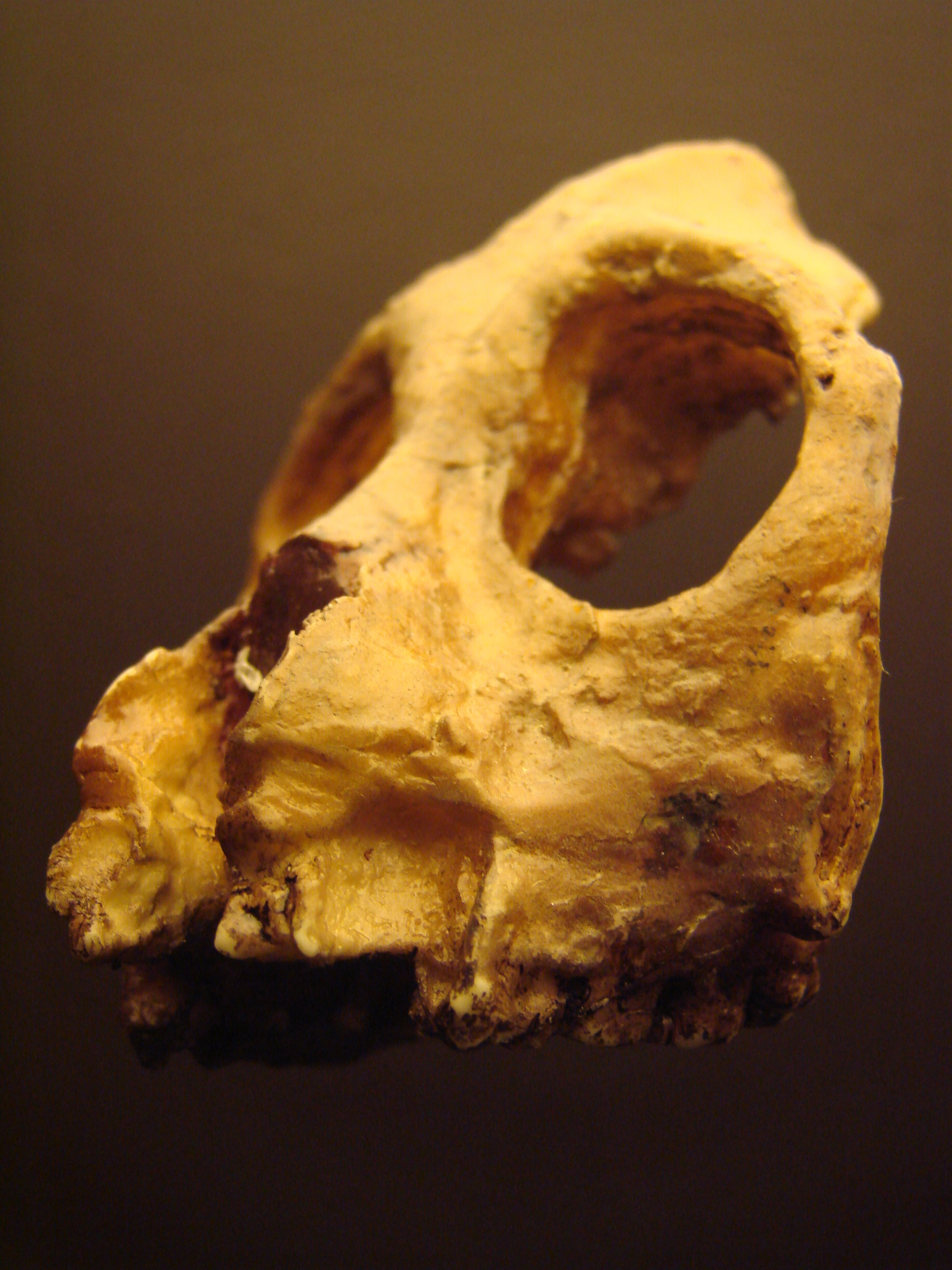
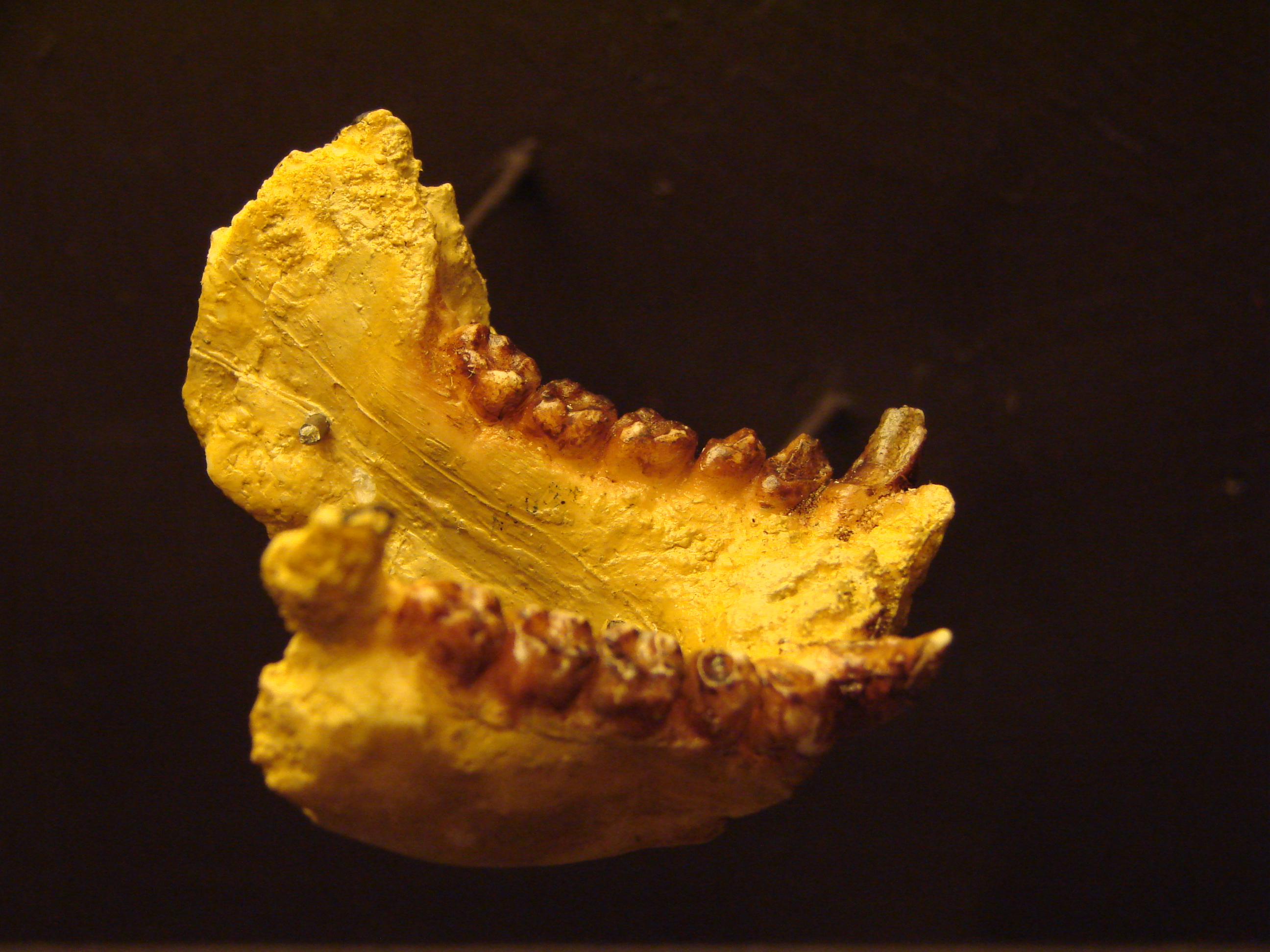
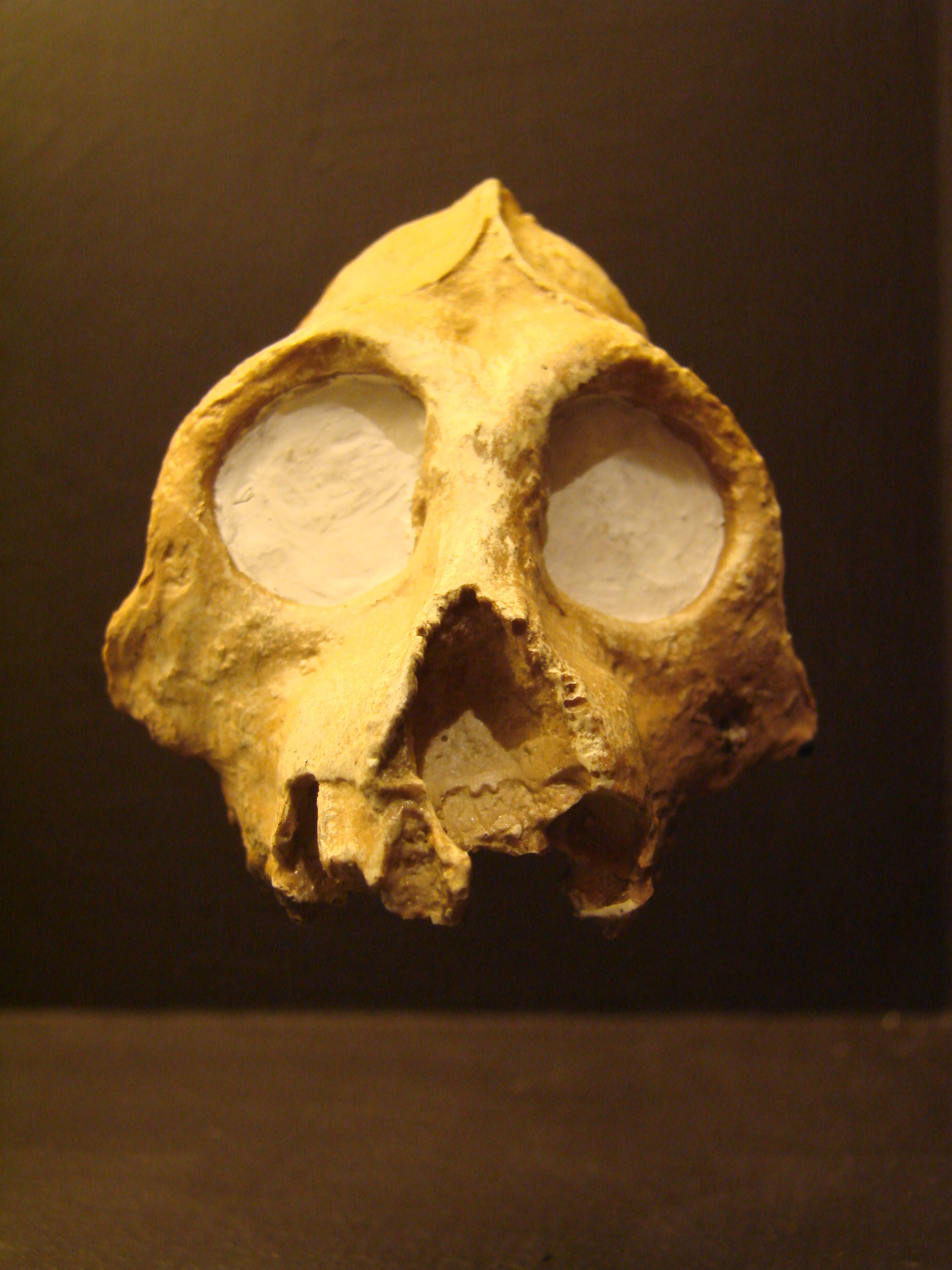

Aegyptopithecus zeuxis je jedním z předků všech úzkonosých opic včetně člověka. Měl již některé znaky nadčeledi Hominoidea - zubní vzorec 2.1.2.3 (2 řezáky, 1 špičák, 2 třenové zuby a 3 stoličky) a stoličky s pěti hrbolky v tzv. dryopitekovém vzoru. Zároveň ale měl i ocas, který hominoidům chybí a protáhlejší obličejovou část. Také jeho mozek byl v poměru k velikosti těla celkem malý.
Aegyptopithecus zeuxis vážil asi 6 kg a měřil přibližně 60 - 70 cm. Mezi fajjúmskými primáty byl tedy největší. Vyznačoval se silným pohlavním dimorfismem, samci byli značně větší než samice a měli výrazné špičáky. Tento rozdíl mezi samcem a samicí je důvodem k předpokladu polygynního života s intenzivním bojem o samice.
Tento primát se pohyboval pomocí všech čtyř končetin ve stromech subtropického pralesa, který se v oligocénu kolem Fajjúmu rozkládal. Aktivní byl během dne. Živil se patrně mladými listy a ovocem, příležitostně snad i hmyzem či drobnými obratlovci.